# 加泰奥
加泰奥是意大利艾米利亚-罗马涅大区弗利-切塞纳省的一个镇，面积14.1平方公里，人口7,252人（2004年）。